# Ytstenut Peak
Ytstenut Peak är en bergstopp i Antarktis. Den ligger i Östantarktis. Norge gör anspråk på området. Toppen på Ytstenut Peak är 2 034 meter över havet, eller 312 meter över den omgivande terrängen. Bredden vid basen är 2,6 km.
Terrängen runt Ytstenut Peak är platt åt nordost, men åt sydväst är den kuperad. Trakten är obefolkad. Det finns inga samhällen i närheten. 